# Йозеф Войтех Хелих
Йозеф Войтех Хелих (на чешки: Josef Vojtěch Hellich) е чешки художник и археолог.
Роден е на 17 април 1807 година в Холтице. Учи в Пражката и Мюнхенската художествена академия, пътува в различни европейски страни. През 1840 година се установява в Прага е през следващите години рисува главно религиозни и исторически картини. Наред с това сътрудничи на археологическата колекция на Националния музей в Прага и редица провинциални музеи.
Йозеф Войтех Хелих умира от коремен тиф на 22 януари 1880 година в Прага.